# August Toepler

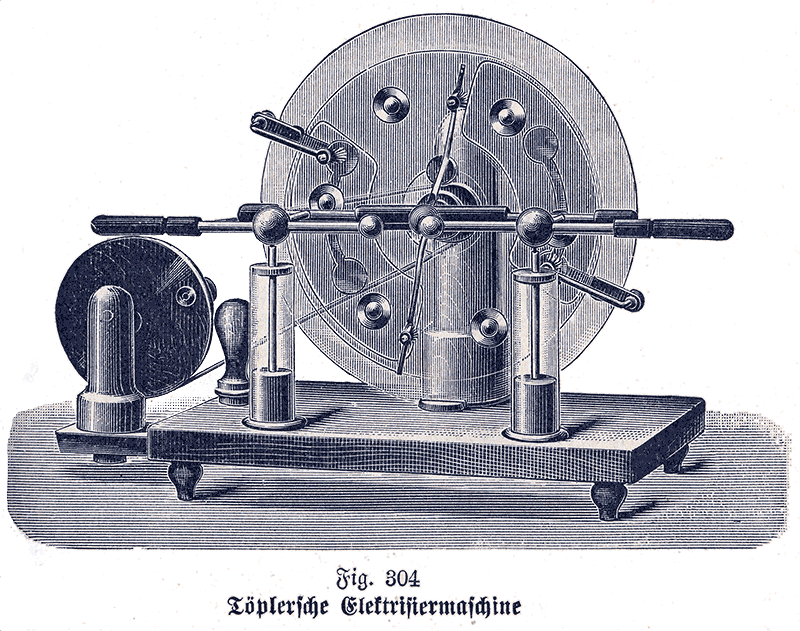
Generatorul electrostatic al lui Toepler

August Joseph Ignaz Toepler (n:7 septembrie 1836 la Bruhl, d:6 martie 1912, Dresda) a fost un fizician german recunoscut pentru experimentele efectuate în domeniul electrostaticii. În 1864, acesta a aplicat testul lui Foucault pentru analiza oglinzilor de telescoape și a undelor de șoc. Mașina lui Toepler, o mașină de influență electrostatică, a fost creată în 1865 și a ajutat la fotografiile cu raze X. Versiune îmbunătățite au fost făcute, mai târziu, de Wilhelm Holtz, Roger și J. Robert Voss.
Toepler a fost, de asemenea, renumit pentru invenția sa faimoasă numită Pompa lui Toepler, ce poate fi văzută în partea din dreapta-jos a articolului.

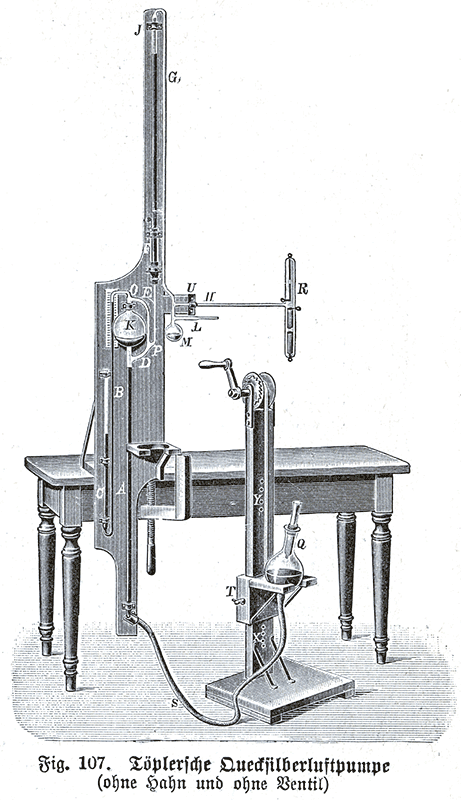
Pompa lui Toepler